# Филипп, принц Греции и Дании
Филипп, принц Греции и Дании (греч. Φίλιππος της Ελλάδος και της Δανίας, дат. Prins Philippos af Grækenland og Danmark; род. 26 апреля 1986, Лондон, Великобритания) — принц Греческий и Датский, младший сын греческого короля Константина II и его супруги Анны-Марии Датской.
У принца Филиппа есть две старших сестры — принцесса Алексия (род. 1965) и принцесса Феодора (род. 1983), а также два старших брата — наследный принц Павел (род. 1967), принц Николай (род. 1969).

## Биография
Родился 26 апреля 1986 года в госпитале святой Марии в лондонском районе Паддингтон. 10 июля 1986 года крещён в православии в соборе святой Софии в Лондоне. Крёстными стали герцог Филипп Эдинбургский, король Испании Хуан Карлос I, принцесса Диана Уэльская, герцогиня Елена де Луго, леди Пенелопа Нэтчбулл.
С 1992 по 2002 годы обучался в Греческом колледже, основанным в 1980 году его родителями — королём Константином II и Анной-Марией Датской, после чего учился в United World College в штате Нью-Мексико в США.
С 2004 по 2008 году обучался в Edmund A. Walsh School of Foreign Service в Джорджтаунском университете.
Проживает в Манхэттене. Состоит членом правления благотворительного Фонда Анны-Марии.

## Возможный наследник русского престола
С точки зрения одной из наиболее консервативных частей сторонников российского закона о престолонаследии (по тем или иным причинам не признающих права генеалогически более старших потомков Романовых, включая его родных братьев, но признающих женское наследование впереди других родов, родственных Голштейн-Готторп-Романовым по прямой мужской линии) является первым в очереди на российский престол. Но поскольку принц Филипп в 2020 женился морганатическим браком, его потенциальное потомство, с точки зрения этой части монархистов, исключено из престолонаследия в России (но не сам он, если жена примет православие до их религиозного брака).